# Opération Archway
Seconde Guerre mondiale
Batailles
Campagne d'Allemagne de 1945
- Blackcock
- Veritable
- Blockbuster
- Grenade
- Lumberjack
  - Remagen
- Undertone
- Traversée du Rhin
- Varsity
- Poche de la Ruhr
- Francfort
- Wurtzbourg
- Cassel
- Heilbronn
- Friesoythe
- Nuremberg
- Hambourg
- Amherst
- Archway
- Château d'Itter

Front d’Europe de l’Ouest
Front d’Europe de l’Est
Campagnes d'Afrique, du Moyen-Orient et de Méditerranée
Bataille de l’Atlantique
Guerre du Pacifique
Guerre sino-japonaise
L’opération Archway est le nom de code de la plus importante opération menée par le Special Air Service (SAS) à la fin de la Seconde Guerre mondiale entre mars et mai 1945. 
Les forces britanniques sont commandés par le lieutenant-colonel Brian Franks et comprennent deux escadres, une du 1er régiment et l'autre du 2e régiment du SAS.

## Déroulement de l'opération
Elle est planifiée initialement pour appuyer les opérations Plunder et Varsity, la traversée du Rhin à Rees, Wesel et le sud de la Lippe en Rhénanie-du-Nord-Westphalie par la 2e armée britannique du général Miles Dempsey. Par la suite, Archway vise à soutenir les divisions blindées britanniques lors de leur progression en Allemagne jusqu'à la fin de la guerre.
Les troupes de Archway traversent le Rhin le 25 mars par Landing Vehicle Tracked à Bislich. Elles participent notamment à la libération du camp de Bergen-Belsen et assistent la Field Security Police dans l'arrestation de plusieurs criminels de guerre nazis. À la fin avril 1945, les SAS atteignent l'Elbe et font leurs jonction avec les forces de Keystone du major Hibbert.

## Les SAS après l'opération
Après la capitulation allemande le 8 mai 1945, les membres du SAS participent à l'opération Doomsday, désarmement des 350 000 soldats de la 20e armée de montagne allemande en Norvège puis retournent au Royaume-Uni afin d'être redéployés en Extrême-Orient pour combattre l'empire du Japon.